# Joachim Dehmel
Joachim Dehmel (* 27. Juni 1969 in Stuttgart) ist ein ehemaliger deutscher Mittelstreckenläufer, der sich auf die 800 Meter spezialisiert hatte.

## Karriere
Dehmel trat 1988 bei den Juniorenweltmeisterschaften im kanadischen Sudbury und 1990 bei den Halleneuropameisterschaften für Westdeutschland an und erreichte den siebten und später den neunten Platz. 1991 wurde er Fünfter bei den Hallenweltmeisterschaften in Sevilla, Spanien und 13. bei den Weltmeisterschaften in Tokio, Japan. Drei Jahre später belegte er bei den Europameisterschaften in Helsinki, Finnland den 25. Platz. Bei den Olympischen Sommerspielen 1996 erreichte er als 22. das Ziel.
Seinen Rekord von 1:44,71 min stellte er 1996 in Nürnberg auf.